# RV Cefas Endeavour
Le RV Cefas Endeavour est un navire océanographique halieutique appartenant au Centre des sciences de l'environnement, des pêches et de l'aquaculture (Royaume-Uni) (Centre for Environment, Fisheries and Aquaculture ScienceCefas). Il sert à toutes les activités du Cefas, depuis les enquêtes sur les stocks de poissons jusqu'au lancement d'équipements de surveillance autonomes. Le navire est construit pour remplacer l’ancien navire de recherche RV Cirolana et est conçu pour minimiser les bruits sous-marins et ainsi la perturbation des poissons, garantissant de meilleurs résultats avec les équipements sonar.

## Histoire
Le RV Cefas Endeavour est principalement utilisé pour les enquêtes sur les pêcheries, mais également pour effectuer des évaluations initiales des zones de conservation marine au titre de la loi britannique de 2009 sur l'accès maritime et côtier et des zones spéciales de conservation dans les eaux territoriales britanniques. Le RV Cefas Endeavoursert aussi pour entretenir des bouées météorologiques en mer, pour déployer des planeurs sous-marins. Il participe au relevé international au chalut de fond en mer du Nord, un engagement pris par le Conseil international pour l'exploration de la mer.
En février 2015, le RV Cefas Endeavour est affrété par le gouvernement néerlandais afin de remplir la composante néerlandaise de l'enquête internationale sur la pêche au chalut de fond dans la mer du Nord (IBTS). Les scientifiques du Cefas travaillent aux côtés de ceux de Rijkswaterstaat (RWS) et de l'Institut pour les ressources marines et les écosystèmes (IMARES), avec une mobilisation locale à Scheveningen (Pays-Bas). Il remplace le navire de recherche halieutique néerlandais RV Tridens en train d'être modernisé pour améliorer ses capacités au cours de cette période. Le RV Cefas Endeavour est mandaté par le gouvernement néerlandais pour remplir la même fonction en 2016.
Du 20 janvier 2017 au 19 février 2017, le RV Cefas Endeavour est affrété par le gouvernement norvégien pour remplir la composante norvégienne du relevé international au chalut de fond de la mer du Nord (IBTS) et est exploité en collaboration avec l'Institut de recherche marine de Bergen, en tant que navire norvégien. Le G.O. SARS n'est pas disponible.
Entre 2008 et 2011, le Cefas Endeavour mène une étude, la caractérisation environnementale régionale de la côte est britannique, pour en savoir plus sur les fonds marins allant du nord du Norfolk à Walberswick, couvrant une superficie de 3 300 km2. En combinant les données avec les enregistrements existants, les chercheurs produisent des cartes sur les régimes de marée, la température de l'eau et la biodiversité en général. L'objectif de l’enquête est de cartographier et d'enregistrer des caractéristiques telles que les récifs sous-tidaux et les bancs de sable. L'équipe découvre également l'épave du HMS exmoor, ainsi que plusieurs aéronefs de la Seconde Guerre mondiale, ainsi que des bifaces, des nucléus et des éclats datant du Paléolithique. Elle découvre aussi un spécimen de Rissoides desmaresti, une crevette-mante rare qui était auparavant inconnue dans la région.
À l'été 2011, le navire transporte des chercheurs de MARINElife et repère pendant 30 minutes environ 20 rorquals communs.
Le navire aide également l'université d'Exeter, en permettant des projets de recherche communs dans lesquels les étudiants peuvent rejoindre le Cefas Endeavour pour des croisières scientifiques.

## Sauvetages
Le navire est impliqué dans un certain nombre de sauvetages :
- En avril 2004, à 30 km au sud-ouest des îles Scilly, le voilier Silent Annie lance un appel après qu'un homme à bord souffre de douleurs à la poitrine. Le Cefas Endeavour répond et l'homme est transporté par un hélicoptère RNAS Culdrose (HMS Seahawk) au Royal Cornwall Hospital. Le yacht envoie plus tard un autre signal de détresse ; après une fouille effectuée par les garde-côtes de Falmouth, les services de garde-côtes espagnols, un Hawker Siddeley Nimrod de la RAF Kinloss et un navire marchand (le Gemini 1) découvrent que le yacht a un mât cassé et prennent le membre d'équipage restant à bord avant d'être transporté par avion à La Corogne par un hélicoptère de sauvetage espagnol.
- En mai 2013, le navire participe à une fouille de la Manche, à environ 30 km au sud de Plymouth, où un homme est aperçu dans l'eau. Personne n'est retrouvé.
- Le 4 mai 2014, à 14 h, le navire répond à un appel de détresse adressé à deux personnes à bord d'un yacht de 6,7 m, à la dérive, dans la baie de Weymouth, après une panne électrique complète. Son bateau de sauvetage rapide est mis à l'eau et le remorque pour l'amarrer à Castle Cove, Weymouth.
- En 2015, il participe au sauvetage du croiseur motorisé Lanpuki de 10 m, dont l'équipage de trois personnes n'a pas pu redémarrer le moteur en panne. Un câble de remorquage est raccordé au large de Kessingland, le Cefas Endeavour remorque le bateau de croisière vers le canal de Stamford, où ils rencontrent le bateau de sauvetage Patsy Knight de Lowestoft, qui emmène le yacht en détresse dans les amarres du club de yacht de Lowestoft.

## Événements
Les membres de l'équipage du Cefas Endeavour participent à la matinée café annuelle du Macmillan Cancer Support. En 2010, ils collectent 850 £ pour une œuvre de bienfaisance.
En 2014, il participe à un événement commémoratif international organisé par l'UNESCO et l'Organisation maritime internationale à l'occasion du centenaire de l'assassinat de l'archiduc Ferdinand à Sarajevo, qui marque le début de la Première Guerre mondiale. Elle met son enseigne en berne de 8h à 18h30 et sonne du cor pendant 30 secondes à 18 heures.
Le 17 avril 2018, le Cefas Endeavour est amarré à côté du HMS Belfast à Londres pour la réunion des chefs de gouvernement du Commonwealth de 2018.

## Flotte du Cefas
| - RV Huxley (1899-1902) - SY Hildegarde et SY Hiawatha (1912–1914) - SS Joseph & Sarah Miles (1920–1922) - RV George Bligh (1921–1939) - RV Onaway (1930–1960) - RV Platessa (1946–1967) - RV Ernest Holt (1946–1971) | - RV Sir Lancelot (1947–1960 - RV Tellina (1960–1981) - RV Clione (1961–1988) - RV Corella (1967–1983) - RV Cirolana (1970–2003) - RV Corystes (1988–2003) |